# Il soffio dell'anima
Il soffio dell'anima è un film italiano del 2009 diretto da Vittorio Rambaldi.
Girato ad Imola nell'estate del 2007, è tratto dal romanzo omonimo di Valentina Lippi Bruni, tratto da una storia vera.